# Graham Creek (Belize)
Graham Creek  ist ein (ehemaliger) Ort im Toledo District von Belize.
2000 hatte der Ort noch 52 Einwohner, hauptsächlich Angehörige des Volkes der Mopan; mittlerweile ist der Ort möglicherweise verlassen.

## Geografie
Der Ort liegt am Graham Creek, ganz im Süden von Belize, unweit der Grenze zu Guatemala. Es gibt keine Infrastruktur.

## Klima
Nach dem Köppen-Geiger-System zeichnet sich durch ein tropisches Klima mit der Kurzbezeichnung Af aus.